# Astrodon
Astrodon (Astrodon) – rodzaj zauropoda żyjącego we wczesnej kredzie (apt) na terenach dzisiejszej Ameryki Północnej. Gatunkiem typowym jest A. johnstoni, którego syntypami są dwa zęby odkryte w osadach formacji Arundel niedaleko Blandesburg w amerykańskim stanie Maryland. Nazwę rodzajową Astrodon nadał mu już w 1859 roku Christopher Johnston; pełną nazwę (zawierającą epitet gatunkowy) utworzył jednak dopiero Joseph Leidy w 1865 roku. Poza skamieniałościami odkrytymi w Maryland przedstawicielom rodzaju Astrodon przypisywano też zęby odkryte w Teksasie i Utah; Kenneth Carpenter i Virginia Tidwell (2005) uznali to jednak za niedostatecznie uzasadnione, gdyż podobne zęby występują też u innych zauropodów.
Późniejsi autorzy przypisali przedstawicielom rodzaju Astrodon także inne skamieniałości zauropodów odkryte w osadach formacji Arundel, w tym m.in. odkryte tam zęby ogólnie przypominające budową syntypy A. johnstoni, a także kręgi i kości kończyn będące syntypami gatunków Pleurocoelus altus i P. nanus. Charles Whitney Gilmore (1921) uznał rodzaj Pleurocoelus za młodszy synonim rodzaju Astrodon, pozostawiając jednak P. altus i P. nanus jako odrębne gatunki w obrębie rodzaju Astrodon. Kingham (1962) poszedł jeszcze dalej, uznając P. altus i P. nanus za młodsze synonimy A. johnstoni, a do tego także uznając rodzaj Brachiosaurus za młodszy synonim Astrodon (utrzymując jednak zaliczane do niego gatunki jako osobne gatunki w obrębie rodzaju Astrodon); inni paleontolodzy w dalszym ciągu utrzymują jednak Brachiosaurus jako odrębny rodzaj. Carpenter i Tidwell (2005) zgodzili się natomiast, że wszystkie skamieniałości zauropodów odkryte w osadach formacji Arundel, w tym syntypy A. johnstoni, P. altus i P. nanus, najprawdopodobniej należą do zauropodów z tego samego gatunku; ich zdaniem A. johnstoni, nazwany jako pierwszy, jest więc starszym synonimem P. altus i P. nanus. W oparciu nie o syntypy A. johnstoni, lecz o inny materiał kopalny z formacji Arundel autorzy ci wyróżnili nawet 10 autapomorfii Astrodon johnstoni i zaliczyli go do kladu Titanosauriformes (nie byli jednak pewni, do jakiej należał rodziny).
Peter Rose (2007) zgodził się z Carpenterem i Tidwell, że nie ma podstaw dla wyróżniania więcej niż jednego gatunku zauropoda na podstawie skamieniałości z formacji Arundel; nie uznał jednak za uzasadnione używanie na jego określenie nazwy Astrodon johnstoni. Według tego autora nie udowodniono, że zęby będące syntypami A. johnstoni (a także zęby przypisywane przedstawicielom rodzaju Pleurocoelus) mają cechy diagnostyczne pozwalające je odróżnić od zębów innych zauropodów; tym samym porównania z syntypami A. johnstoni nie wystarczą do stwierdzenia, że inne skamieniałości również reprezentują gatunek A. johnstoni. Według Rose'a żadne skamieniałości poza syntypami A. johnstoni nie powinny być zaliczane do tego gatunku, nieuzasadnione jest też synonimizowane Astrodon i Pleurocoelus. Z kolei Upchurch, Mannion i Barrett (2011) stwierdzili, że w budowie zębów Astrodon i Pleurocoelus występują różnice uzasadniające uznanie tych dwóch rodzajów za odrębne.
Z wnioskami Carpentera i Tidwell nie zgodził się też Michael D'Emic (2013). Zdaniem tego autora nie można synonimizować gatunków tylko na podstawie występowania ich skamieniałości w osadach tej samej formacji. D'Emic wskazuje, że ze wskazanych przez Carpentera i Tidwell autapomorfii Astrodon johnstoni żadna nie jest cechą budowy zębów i tym samym cechy te nie są pomocne przy stwierdzaniu, czy dane skamieniałości reprezentują ten sam gatunek co syntypy A. johnstoni. W dodatku zdaniem tego autora niektóre z tych rzekomych autapomorfii w rzeczywistości występują też u innych zauropodów (np. u kamarazaura), a inne to tylko cechy budowy występujące u młodych osobników. Z pewnością do A. johnstoni można zaliczyć tylko zęby będące syntypami tego gatunku, a według D'Emica nie mają one żadnych cech charakterystycznych umożliwiających porównania z innymi skamieniałościami; autor ten uznał Astrodon johnstoni za nomen dubium.
Pierwszy człon nazwy rodzajowej oznacza gwiazda, gwiezdny. Słowo don oznacza ząb.
Epitet gatunkowy honoruje Christophera Johnstona.